# 布尔巴赫 (北莱茵-威斯特法伦州)
布尔巴赫是德国北莱茵-威斯特法伦州的一个市镇。总面积79.72平方公里，总人口14317人，其中男性7091人，女性7226人（2011年12月31日），人口密度180人/平方公里。